# كومار (مغن راب)
كومار هو مغنِ راب وممثل كوبي، ولد في 1984 في هافانا في كوبا.